# Zeisigwaldkliniken Bethanien Chemnitz

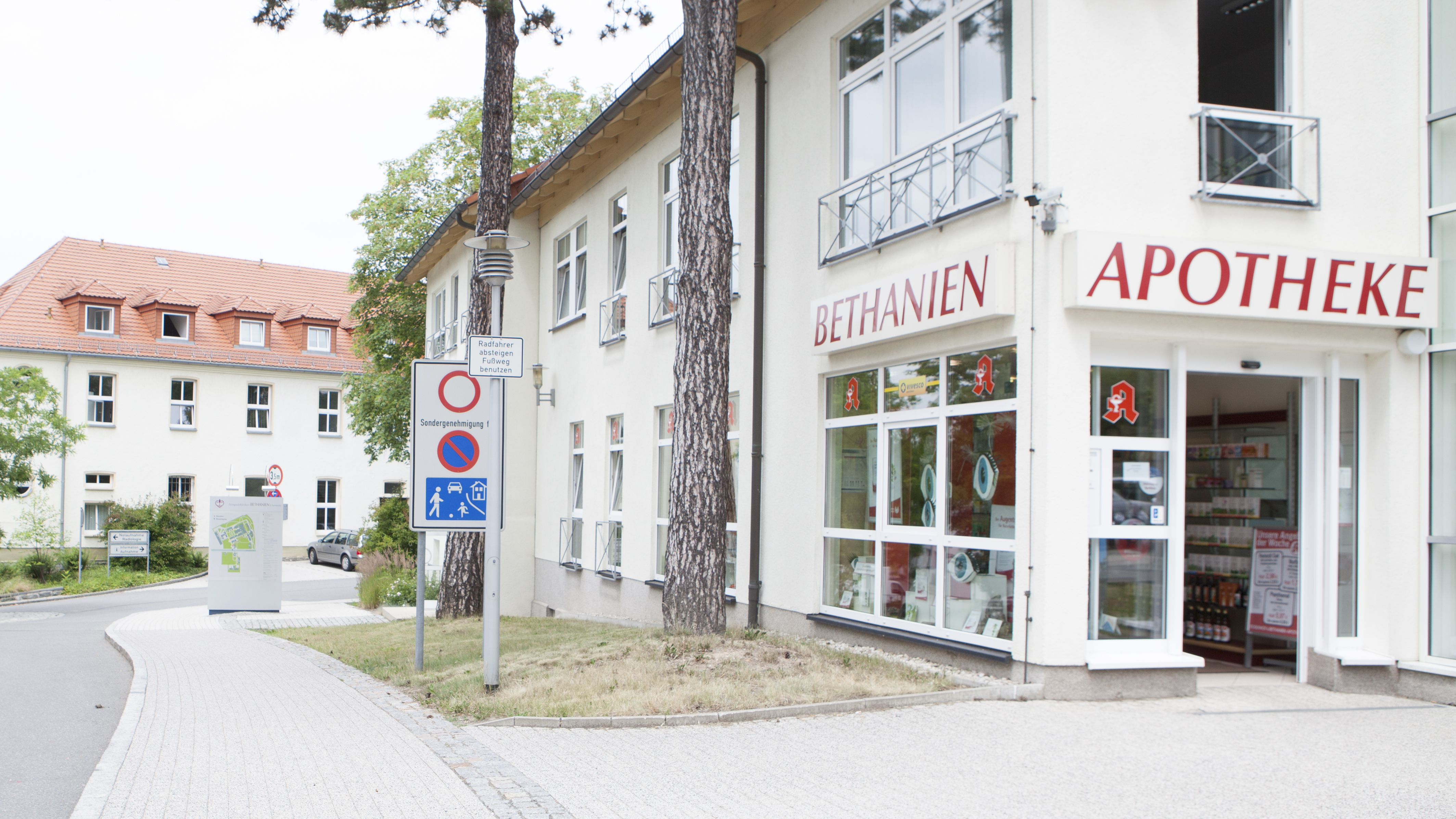
Sitz der Geschäftsführung

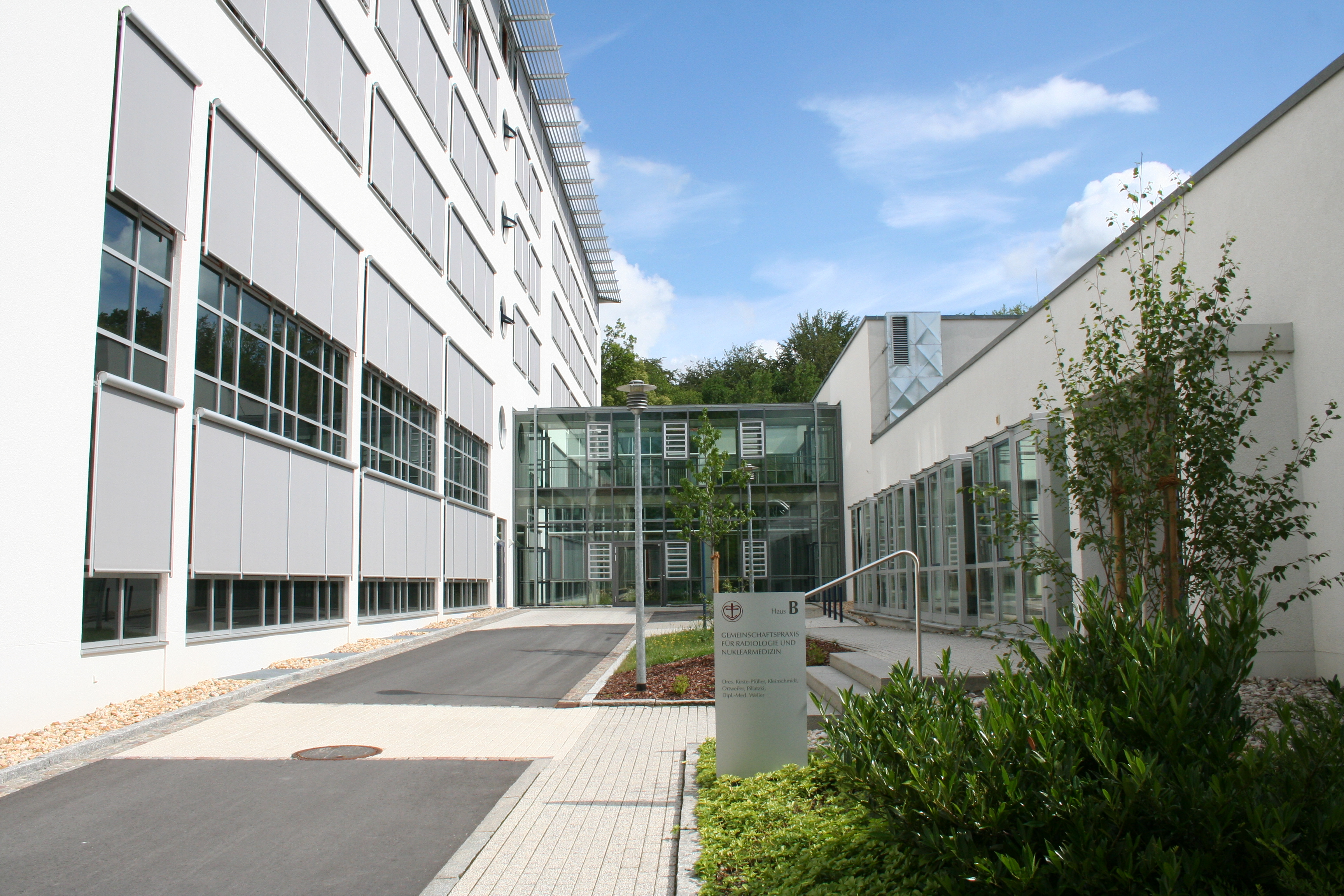
Gemeinschaftspraxis für Radiologie und Nuklearmedizin

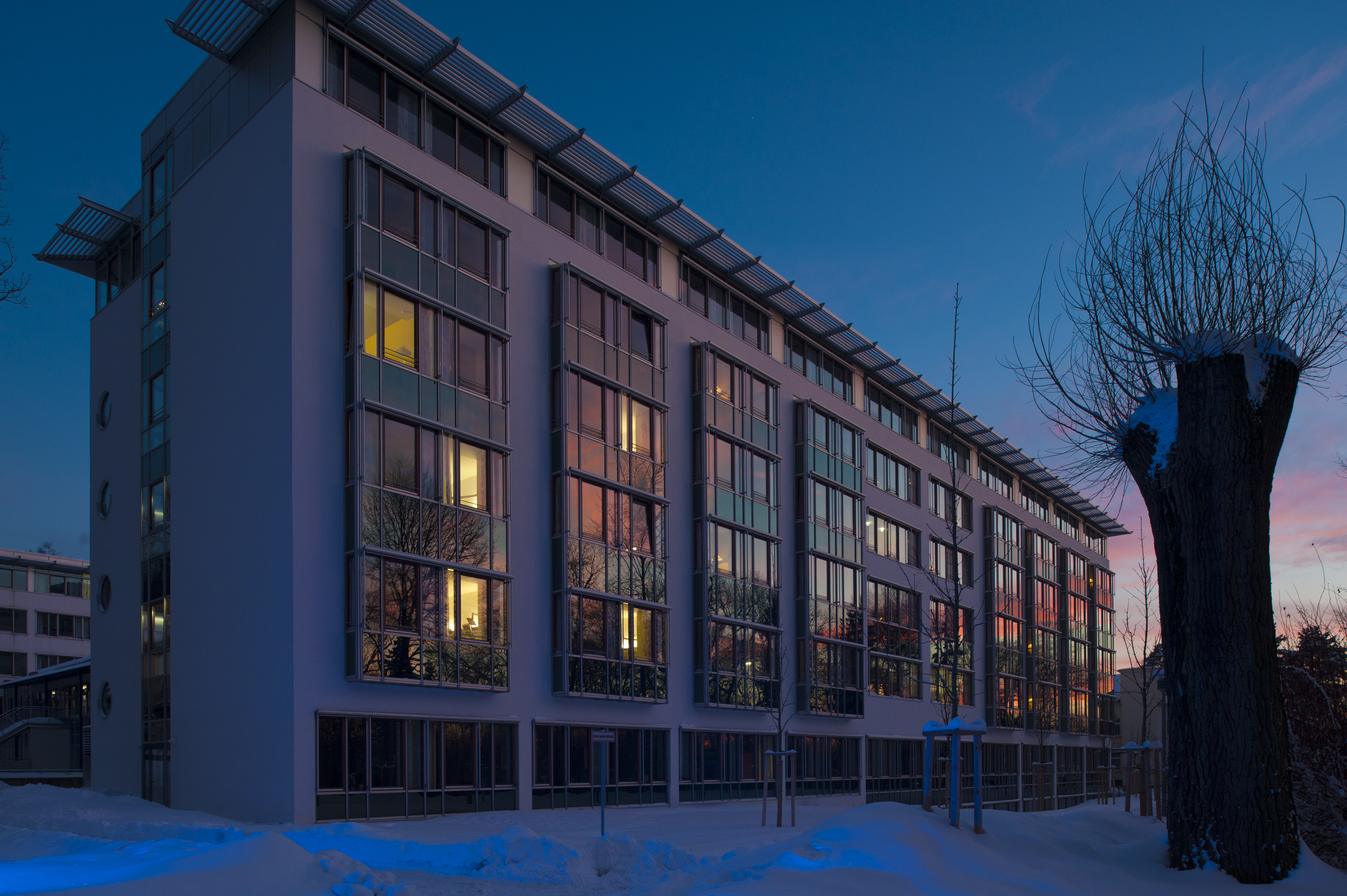
Zeisigwaldkliniken Bethanien Chemnitz

Die Zeisigwaldkliniken Bethanien Chemnitz im Chemnitzer Yorckgebiet am Rande des Zeisigwaldes sind ein Krankenhaus der Regelversorgung. Das Krankenhaus verfügt über 300 Betten (Stand 2016). Im Jahr 2014 wurden 12.254 Patienten stationär und 18.901 Patienten ambulant behandelt.

## Geschichte
Die Geschichte des Bethanien-Krankenhauses in Chemnitz begann im Jahr 1904 mit einer Schwesternstation. Errichtet wurde diese in der Henriettenstraße 26 auf dem Kaßberg durch zwei Diakonissen aus dem Schwesternheim Bethanien Hamburg. Der Name „Bethanien“ leitet sich vom biblischen Ort Bethanien ab, und bedeutet: „Haus, in dem man sich des Elends annimmt“. Das Symbol des Bethanien-Werkes und ursprüngliches Zeichen der Bethanien-Diakonissen besteht aus einem Kreuz, einem Anker und einem Herz. Es weist auf die Dreiheit Glaube, Liebe, Hoffnung im Neuen Testament (1. Korinther 13, Vers 13).
Im Jahr 1930 wurde eine Krankenheilanstalt in Betrieb genommen. Schrittweise erfolgte dann der Aufbau der einzelnen Kliniken. 1931 konnte von den Diakonissen des Bethanienvereins an der Zeisigwaldstraße, direkt neben dem Garnisonslazarett, das Belegkrankenhaus Krankenheilanstalt Bethanien mit 40 Betten eröffnet werden. Dort konnten Ärzte wie Gynäkologen, Geburtshelfer, Urologen und HNO-Ärzte ihre Patienten operieren und stationär betreuen lassen.
Die Geschichte anderer Teile des Gebäudekomplexes der Zeisigwaldkliniken begann bereits früher. In den Jahren 1901 bis 1906 wurde parallel zur angrenzenden Kaserne des 15. Königlich Sächsischen Infanterie-Regiments Nr. 181 das Königlich Sächsische Garnisonslazarett im Pavillonstil errichtet. Neben zwei Häusern mit insgesamt 149 Betten und drei Krankenpavillons und einem Operationssaal wurden Bädergebäude, Desinfektionshaus, Leichenhalle, Verwaltungsgebäude, Personalräume, eine Sanitätsschule sowie ein Dampfkesselgebäude und ein Brunnenhaus errichtet. Aufgrund der zahlreichen Verletzten des Ersten Weltkrieges musste das Lazarett von 1915 bis 1918 um zusätzliche Gebäude mit 346 Betten ergänzt werden. Auch ein vollständiger Lazarettzug mit 10 Liegewagen wurde ausgestattet. Bis Kriegsende wurden auf 50 Fahrten 16.341 Verletzte transportiert. Nach dem Krieg und der Auflösung der Kaserne blieb das Lazarett als Krankenhaus erhalten.
Mit der Wiedereinführung der Wehrpflicht 1935 und der allgemeinen Aufrüstung wurden auch die Lazarette stark erweitert. Im Jahr 1935 wurde das Lazarett um eine Chirurgie sowie Innere Medizin, Labor und Röntgenabteilung ergänzt. In den Jahren 1940 bis 1942 wurde weitere Krankenbaracken ergänzt, um die unzähligen Verletzten des Zweiten Weltkrieges aufzunehmen. Am 5. März 1945 wurden Teile des Lazarettes beim alliierten Luftangriff auf Chemnitz zerstört.
Nach der Besetzung der angrenzenden Kaserne durch die Sowjetischen Truppen wurde das Lazarett bereits im Jahr 1945 an die Stadt Chemnitz übergeben als Krankenhaus zur Sicherung der medizinischen Betreuung der Chemnitzer Bürger (Die Sowjetischen Truppen nutzten ihrerseits die ehemalige Kaserne in Chemnitz-Ebersdorf als Lazarett.). Bis 1948 trug es den Namen Stadtkrankenhaus in der Planitzstraße, mit der Umbenennung der Planitzstraße in Leninstraße erfolgte die Umbenennung des Krankenhauses in Stadtkrankenhaus Leninstraße. Das Krankenhaus verfügte zu diesem Zeitpunkt über 250 Betten. Ab 1948 wurde das Krankenhaus schrittweise weiter ausgebaut und um Kliniken für Innere-, Chirurgische- und Orthopädische Medizin erweitert. Die Urologische Abteilung wurde 1958, die Abteilung für Gefäß- und Thoraxchirurgie 1977 zur eigenständigen Klinik. Im Jahr 1976 wurde die Rheumaklinik in das angrenzende Bethanienkrankenhaus an der Zeisigwaldstraße verlegt.
Nach der Wende wurde nach fast zweijährigen Verhandlungen mit der Stadtverwaltung und den Städtischen Kliniken am 16. Oktober 1992 das Klinikum Zeisigwaldstraße (die ehemalige Krankenheilanstalt Bethanien) sowie die das Stadtkrankenhaus Leninstraße in die Trägerschaft der 1991 gegründeten Bethanien Krankenhaus Chemnitz gGmbH übernommen. Seitdem tragen die Kliniken den Namen „Zeisigwaldkliniken Bethanien Chemnitz“.
Die an das Klinikum angeschlossene Evangelische Berufsfachschule für Krankenpflege und Altenpflege befand sich bis 1994 am Bethanien Krankenhaus Leipzig. Dort ermöglichte sie seit 1962 auch während der DDR eine Berufsausbildung in der Krankenpflege in christlicher Trägerschaft des Evangelisch-methodistischen Diakoniewerks in Leipzig.

## Gesellschaftsaufbau
Gegründet wurde die Bethanien Krankenhaus Chemnitz gemeinnützige GmbH am 7. September 1991 durch:
- die Evangelisch-methodistische Kirche in Deutschland, Frankfurt/Main
- das Diakoniewerk Bethanien e. V., Frankfurt/Main
- das Schwesternheim Bethanien Hamburg, Hamburg (rechtsfähiger Verein nach altem Hamburger Recht)
- das Evangelisch-methodistisches Diakoniewerk Bethanien e. V., Chemnitz
- das Diakoniewerk Martha-Maria e. V., Nürnberg
- das Diakoniewerk Bethesda gemeinnützige GmbH, Wuppertal

Bis 1999 war die Gesellschaft Träger des Krankenhauses Bethanien in Plauen, der Zeisigwaldkliniken Bethanien Chemnitz und des Bethanien Krankenhauses Leipzig, der ersten Belegklinik Sachsen.
Am 1. Januar 2000 wechselte das Krankenhaus Bethanien Leipzig in die Trägerschaft der Ev. Diakonissenkrankenhaus Leipzig gemeinnützige GmbH.
Neben der Trägerschaft an den Zeisigwaldkliniken Bethanien Chemnitz und dem Krankenhaus Bethanien Plauen betreibt die Bethanien Krankenhaus Chemnitz gemeinnützige GmbH eine Evangelische Krankenpflegeschule am Standort Chemnitz und ist an verschiedenen sozialen Einrichtungen im Freistaat Sachsen und in Sachsen-Anhalt beteiligt.
Mit der Gründung der Holdinggesellschaft edia.con in Mitteldeutschland wurde die Bethanien Krankenhaus Chemnitz gemeinnützige GmbH am 1. Januar 2009 eine Tochtergesellschaft der edia.con gemeinnützige GmbH.

## Struktur
Die Zeisigwaldkliniken Bethanien Chemnitz bestehen aus fünf Kliniken mit folgenden Fachbereichen:
- Allgemein- und Viszeralchirurgie,
- Anästhesiologie und Intensivtherapie,
- Innere Medizin und Rheumatologie
  - Klinik für Allgemeine Innere Medizin und Gastroenterologie
  - Klinik für Rheumatologie
- Orthopädie, Unfall- und Wiederherstellungschirurgie
- Urologie

Das Darmkrebs- und Prostatakarzinomzentrum entsprechen den Anforderungen des Zertifizierungsinstitutes der Deutschen Krebsgesellschaft (DKG).
Seit Juni 2013 gehören die Zeisigwaldkliniken Bethanien Chemnitz zu den Akademischen Lehrkrankenhäusern der Medizinischen Fakultät der Universität Leipzig.
Seit Dezember 2016 sind die Zeisigwaldkliniken Bethanien Chemnitz zertifiziertes Endoprothetikzentrum der Maximalversorgung.